# 南大郭乡
南大郭乡是中国河北省邢台市桥西区下辖的一个乡。

## 行政区划
南大郭乡下辖西环社区、南大郭村、北召马村、北小郭村、李马村、北大郭村、赵古庄村、西大郭村、中召马村、南召马村。